# 524 a.C.

## Eventos
- 64a olimpíada: Menandro da Tessália, vencedor do estádio.[1]
- Milcíades, arconte de Atenas.[2]
- Batalha de Cumas (524 a.C.):
  - Aliança entre tirrênios, úmbrios, daunianos e vários outros bárbaros contra a cidade grega de Cumas, na Magna Grécia.[2]
  - As forças da batalha eram 500.000 soldados bárbaros de infantaria e 18.000 de cavalaria, contra 4.500 soldados gregos de infantaria e 600 de cavalaria.[3]
  - Os rios Volturno e Glanis invertem seus cursos, passando a fluir da foz para o interior; este evento é interpretado pelos gregos como um sinal dos céus para eles lutarem contra os bárbaros.[4]
  - A batalha ocorre em um terreno desfavorável aos bárbaros, que ainda atacam de forma desorganizada. A infantaria perde parte da sua força contra ela mesma, porém a cavalaria dá mais trabalho aos gregos, sendo derrotada com ajuda dos céus, que envia raios, chuva e trovões, que causam pânico.[5]
  - Aristodemo, cognominado Malaco (o efeminado) foi quem mais se distinguiu, e matou o general adversário.[6]
  - Os aristocratas que controlavam o governo de Cumas, porém, dão o prêmio de mais valor para Hipomedonte, o comandante da cavalaria, porém diante da pressão popular, a aristocracia concorda em dividir o prêmio entre os dois.[7]
  - Aristodemo se torna, a partir de então, o campeão das causas populares.[8]